# Potamogeton coloratus
Potamogeton coloratus — вид квіткових рослин родини рдесникових (Potamogetonaceae). Ареал: Європа, Азія, Африка (Алжир, Австрія, Бельгія, Хорватія, Данія, Франція (у т. ч. Корсика), Німеччина, Греція, Угорщина, Ірландія, Італія (у т. ч. Сардинія, Сицилія), Ліхтенштейн, Люксембург, Нідерланди, Польща, Португалія, Румунія, Саудівська Аравія, Словенія, Іспанія (у т. ч. Балеарські острови), Швеція, Швейцарія, Велика Британія); вимер: Чехія, Гернсі, Джерсі.

## Середовище
Це характерний вид стоячої та повільної води у вапняних болотах, він також може рости крізь або над мохоподібними у просочуваннях і змивах, а також на околицях вапняних озер і ставків.

## Морфологічна характеристика
Рослина виростає з багаторічних повзучих кореневищ. Листки широкі, тонкі та напівпрозорі з помітним сітчастим жилкуванням. Утворюються як плавучі, так і занурені листки, але різниця між ними часто досить нечітка, а не помітний диморфізм, який спостерігається в інших ставкових трав. Часто листки просто довші та вужчі внизу стебла й коротші та округліші до верхівки; листя у напрямку до верхівки стебла може бути плавучим, але часто росте прямо під поверхнею, надаючи рослині характерний «потонулий» вигляд. Занурені листки мають довжину 70–175 мм і ширину 10–30 мм. У всіх листків ніжка коротша за пластинку, а занурені листки майже сидячі. Листки, як правило, мають червонуватий або коричневий колір.
Цвіте в червні та липні. Квітки дрібні та зеленуваті, на колосах завдовжки до 45 мм. Плоди цього виду дрібніші (1,5–1,9 мм завдовжки × 1,0–1,3 мм завширшки), ніж у Potamogeton natans і Potamogeton polygonifolius. Туріони не утворюються. 2n=28.

## Загрози
P. coloratus, здається, широко поширений і відносно рясний на більшій частині свого ареалу. Однак середовище проживання, в якому він зустрічається, вразливе до висихання (через такі фактори, як зниження рівня ґрунтових вод через надмірне забирання з водоносних горизонтів, спадкоємність вологих лісових угруповань) і деградації, зокрема евтрофікації. На даний момент популяції стабільні, і на даний момент немає серйозних загроз для виду.